# White Squall
White Squall (en España, Tormenta blanca) es una película de aventuras estadounidense de 1995 dirigida por Ridley Scott. 

## Argumento
Está basada en el hecho ocurrido al bergantín Albatross, cuando se hundió el 2 de mayo de 1961, supuestamente debido a una tormenta blanca. Se narra el malogrado viaje del barco escuela de marina privada dirigida por el capitán Dr. Christopher B. Sheldon (Jeff Bridges), a quien los chicos llaman Skipper (en inglés skipper significa ‘patrón’).
Durante el viaje, el Albatross y su tripulación sortean una serie de acontecimientos y dificultades durante la navegación donde el capitán Skipper debido a la dureza de cerviz de algunos rebeldes pierde a ratos el control de alguno de sus alumnos-marineros lo que a la larga desemboca en una tragedia.
El Albatross con las velas totalmente desplegadas es sorprendido por una tormenta súbita y rápida de características únicas por su alta densidad eléctrica, lo que pone en riesgos a los jóvenes marineros en la maniobra de arrío de velas, Skipper ordena no arriar las velas para salvar a los chicos; y además virar el barco pero el timonel no obedece la orden y hace todo lo contrario causando una escora a babor de 45°,  esto causa el volteo de campana del navío, donde perecen algunos jóvenes encerrados en los camarotes y la esposa de Skipper, Chris Coridine, quien oficiaba de enfermera a bordo.
En el film, perecen cuatro personas del barco, mientras que en realidad fueron seis las personas que murieron en el incidente. El resto de personajes en la película son Chris Sheldon, Dr. Alice Sheldon, Mr. McCrae, Girard Pascal, 'Chuck' , Gil Martin, Robert March, Shay Jennings, Dean Preston, Frank Beaumont, Francis Beaumont, Tod Johnstone, y Tracy Lapchick. 
Skipper es enjuiciado y se le retira su licencia, sus alumnos sobrevivientes lo abrazan ante la expectación de la sala del tribunal y los padres que han perdido sus hijos. 
Skipper más tarde se convirtió en el primer Director del Cuerpo de Paz de América Latina, no reincidió en el matrimonio.
Para representar al BEPAlbatross se usó el barco bergantín escuela privado, Eye of the Wind.

## Reparto
| Actor               | Personaje                           |
| ------------------- | ----------------------------------- |
| Jeff Bridges        | Chistopher "Skipper" Sheldon        |
| Caroline Goodall    | Alice Sheldon                       |
| John Savage         | McCrea                              |
| Scott Wolf          | Chuck Gieg                          |
| Jeremy Sisto        | Frank Beaumont                      |
| Ryan Phillippe      | Gil Martin                          |
| Eric Michael Cole   | Dean Preston                        |
| Julio Oscar Mechoso | Girad Pascal, Albatross Cook        |
| Balthazar Getty     | Tod Johnstone                       |
| Jason Marsden       | Shay Jennings, Albatross First Mate |
| David Lascher       | Robert March                        |
| Ethan Embry         | Tracy Lapchick                      |
| David Selby         | Francis Beaumont                    |
| Jordan Clarke       | Charles Gieg, Sr.                   |
| Zeljko Ivanek       | Capt. Sanders                       |
| James Rebhorn       | Lt. Tyler                           |
| Jill Larson         | Peggy Beaumont                      |
| Lizzy Mackay        | Middy Gieg                          |
| Ray De-Haan         |                                     |

El barco Eye of the Wind